# Procladius sagittalis
Procladius sagittalis är en tvåvingeart som först beskrevs av Jean-Jacques Kieffer 1909.  Procladius sagittalis ingår i släktet Procladius och familjen fjädermyggor. Arten är reproducerande i Sverige. Inga underarter finns listade i Catalogue of Life.